# Nebridia parva
Nebridia parva är en spindelart som beskrevs av Cândido Firmino de Mello-Leitão 1945. 
Nebridia parva ingår i släktet Nebridia och familjen hoppspindlar. Inga underarter finns listade i Catalogue of Life.